# Heinrich Schwarzer

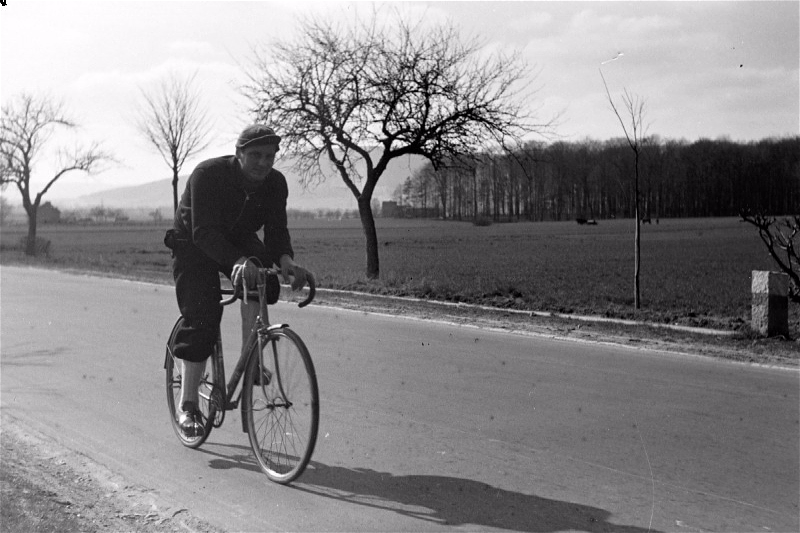
Heinrich Schwarzer 1950 auf einer Landstraße;
Fotografie des Fotojournalisten Gerhard Dierssen

Heinrich Schwarzer (* 14. Juli 1922 in Berlin; † 24. August 1992 in Hannover) war ein deutscher Radrennfahrer.

## Leben
Mit 16 Jahren trat Heinrich Schwarzer dem Berliner Verein RC Sturmvogel 1900 bei. Er absolvierte eine Ausbildung als Bierbrauer und betrieb zunächst in seiner Freizeit Leichtathletik. Mit 17 Jahren wechselte er dann zum Radsport über. 1939 konnte er die deutsche Meisterschaft der Jugend gewinnen. Mit dem 2. Platz bei Rund um Berlin hinter Harry Saager  feierte einen gelungenen Einstieg bei den Amateuren. 1940 wurde er zum Arbeitsdienst einberufen und konnte bis 1942 keine Rennen bestreiten. 1942 gewann er Rund um Köln, Rund um Dortmund sowie Bochum–Münster–Bochum, anschließend wurde er als Soldat eingezogen. Gelegentlich durfte er bei Radrennen starten und erzielte 1943 12 Siege. Gleiches galt für das Jahr 1944, in dem wenn er startete überwiegend Bahnrennen bestritt. Er geriet in französische Kriegsgefangenschaft, aus der er im Oktober 1945 per Fahrrad floh und unterwegs angeschossen wurde. Im Februar 1946 wurde er aus dem Militärhospital entlassen und blieb auf dem Rückweg nach Berlin per Zufall in Hannover „hängen“. Schon wenige Wochen später, im März 1946, fuhr er sein erstes Nachkriegsrennen in München.
In den nächsten Jahren nach dem Krieg galt Heinrich Schwarzer als der erfolgreichste deutsche Rennfahrer (1948 gewann er beispielsweise 34 Rennen, was keiner seiner Konkurrenten erreichte); man nannte ihn gar den „neuen Coppi“. Diese hochgesteckten Erwartungen konnte Schwarzer in den folgenden Jahren zwar nicht erfüllen, entwickelte sich jedoch zu einer beständigen Größe im deutschen Radsport und war auf der Straße wie auf der Bahn erfolgreich. Wegen seiner tatsächlichen Körpergröße wurde er der „lange Heiner“ genannt. 1948 gewann er mit Quer durch Bayern das damals längste deutsche Straßenrennen über 300 Kilometer.
1948 und 1951 siegte Schwarzer erneut bei Rund um Köln. Siebenmal wurde er Deutscher Meister: 1947, 1948, 1949 und 1950 in der Einerverfolgung sowie im Zweier-Mannschaftsfahren 1950, gemeinsam mit Harry Saager; 1951 und 1952 wurde er erneut deutscher Verfolgungsmeister. 1948 und 1951 wurde er jeweils deutscher Vize-Meister im Straßenrennen. Bei der Deutschland-Rundfahrt 1950 gewann er die zweite Etappe und bei den Straßen-Weltmeisterschaften im selben Jahr in Varese belegte er Platz sechs. Im Jahr darauf musste er bei der WM wegen Defekts aufgeben. 1950 gewann er das Eintagesrennen München–Zürich, 1951 Rund um Frankfurt. 1953 siegte er im Großen Preis Veith.
Zehnmal startete Schwarzer auch bei Sechstagerennen. 1948 stellte er zudem auf der Amorbahn in München einen neuen deutschen Stundenrekord über 44,279 Kilometer auf. 1955 beendete er seine Radsport-Karriere.
Heinrich Schwarzer, der eigentlich gelernter Bierbrauer war, eröffnete eine Wäscherei in Hannover, die er 1971 aus gesundheitlichen Gründen aufgeben musste. Bis 1981 arbeitete er in der Tankstelle seines ehemaligen Radsport-Kollegen Werner Potzernheim. Im Dezember 1991 erlitt er einen Schlaganfall, an dessen Folgen er im August 1992 starb.